# 打狗港

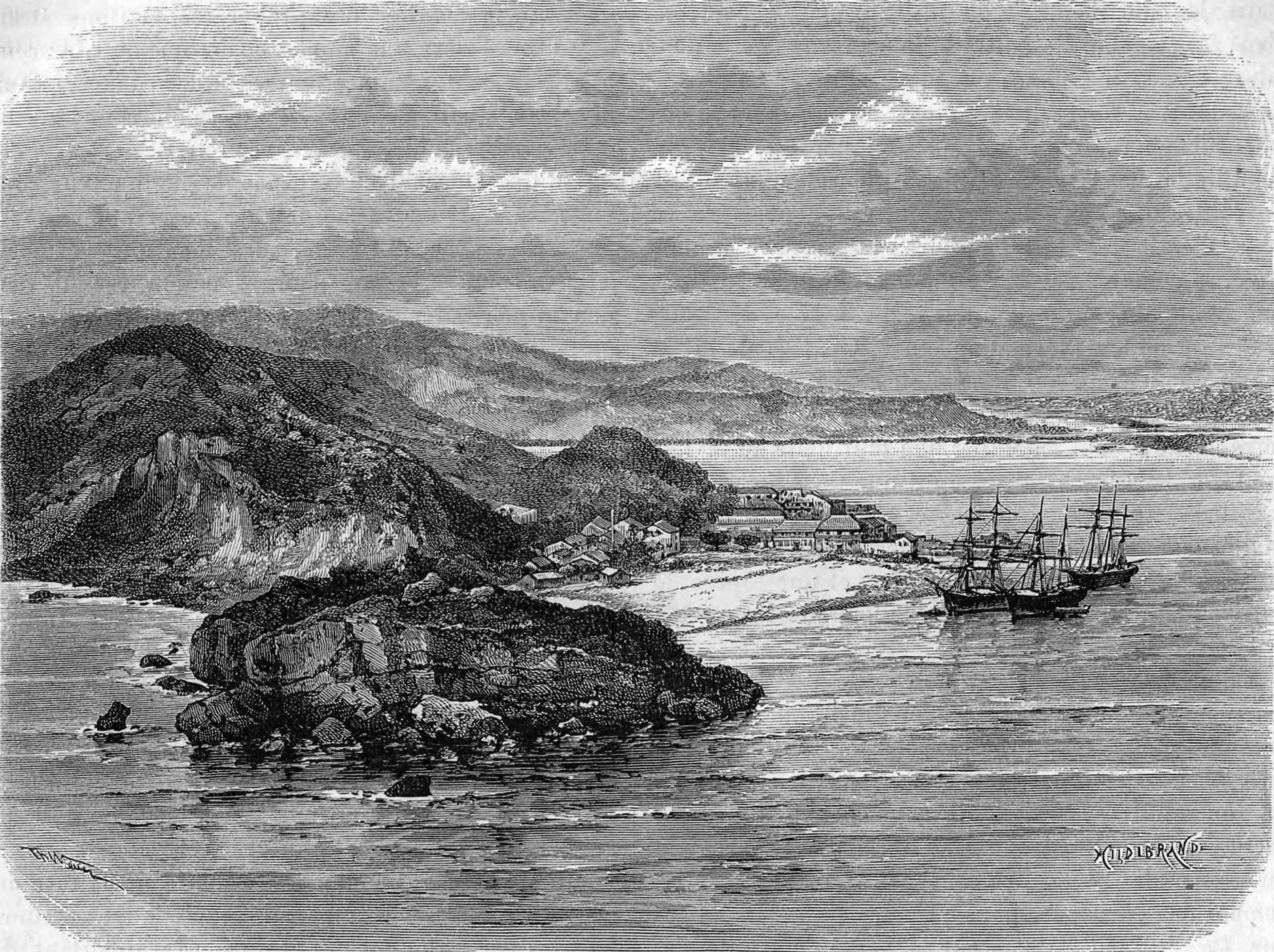
1875年打狗港口

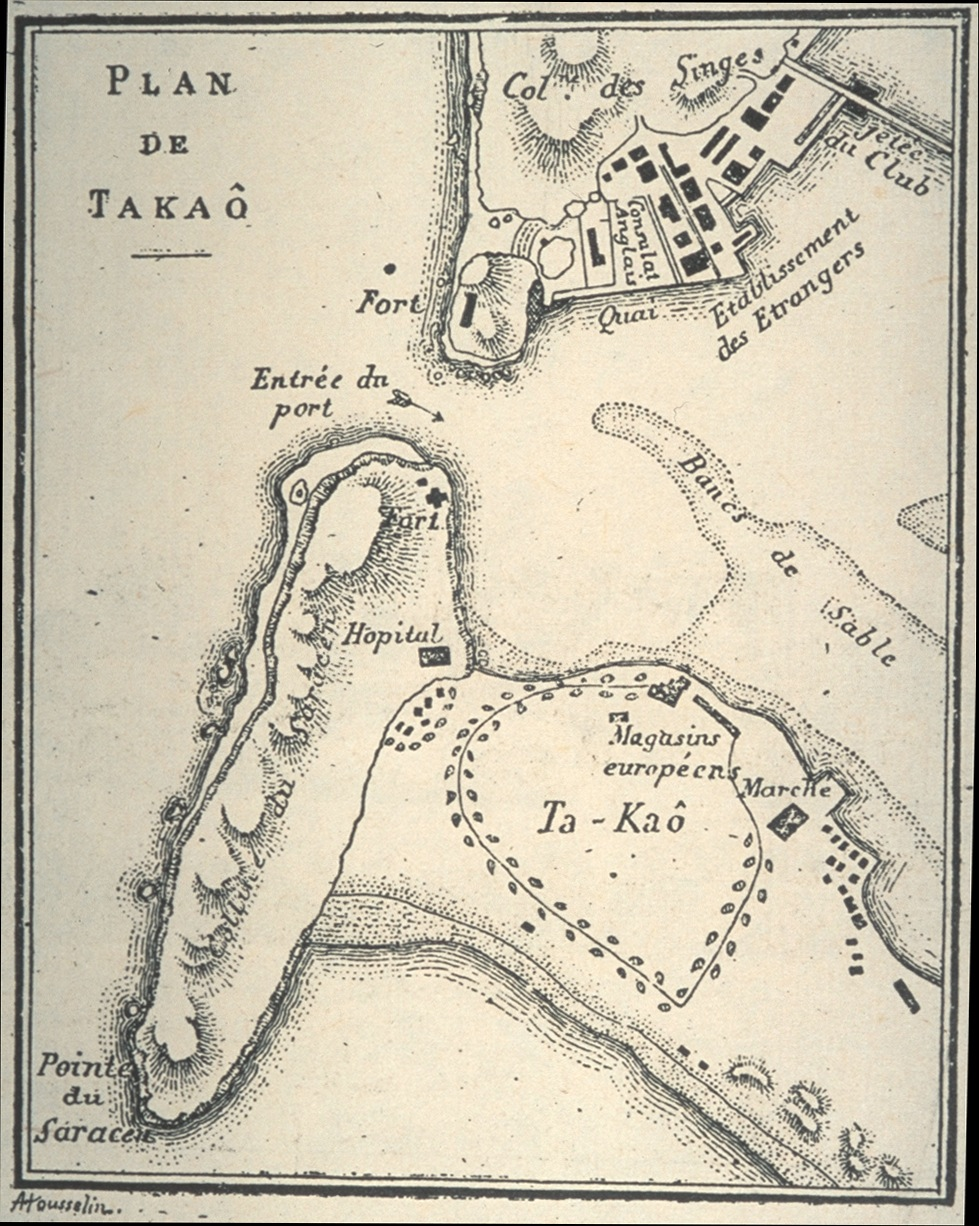
1893年の打狗港地図

打狗港（だくこう）は、台湾の高雄港の古称。打狗（タークー）とは高雄の古称である。日本統治時代以前の高雄港について説明する。現在の高雄港に関しては高雄港を参照のこと。
初期の打狗港は漁港として機能し、清朝が正式に開港する以前は鳳山の管轄に置かれていた。清代においては台湾南部では安平港に次ぐ港湾であり、安平港が堆積物により大型船舶が利用できなくなるにつれ、打狗港の地位が向上してきた。
打狗港の発展にともない周辺地域の開発も進み、加えて打狗地区の物価が廉価であったことから多くの商人が打狗で商品を買い求め貿易拠点を設立していった。更にイギリス領事館が設置されたことで、イギリスの貿易拠点としての地位を確立した。対外貿易の発展に従い、打狗港周辺に多くの集落が形成され、旗后荘、塩埕埔荘、哨船頭、苓仔寮、三塊厝等の地名は現在でも使用されている。

## 天津条約と打狗港開港
鄭氏政権以来、打狗港は漁港として機能を中心としてきたが、1858年（咸豊8年）、清朝と英仏政府の間に天津条約が締結されると、打狗港は台湾における4ケ所の開港場の一つと定められ、1864年（同治3年）、暫定章程をし打狗港は正式に開港、漁港から商港への転換点を迎えることとなった。開港当初は打狗港には税関が設置されておらず、税関業務は廈門或いは淡水で行われていたが、その事務手続きの煩雑さを解消すべく1864年5月5日に打狗税関が設置された。
打狗港に税関が設置されると、旗后地区に商人が集まるようになった。1864年、イギリスの台湾貿易の成長率は100%を達し、これに対応してイギリス政府は台湾に領事館を設置、更なる貿易拡大を計画し、1864年11月7日に打狗に領事館を設置している。このように貿易取扱量が増大した打狗港であるが、当時の清朝では財政赤字を抱えており、また海防を主にした政策を実施していたため大型埠頭の形成は清代には実現していない。

## 哨船頭

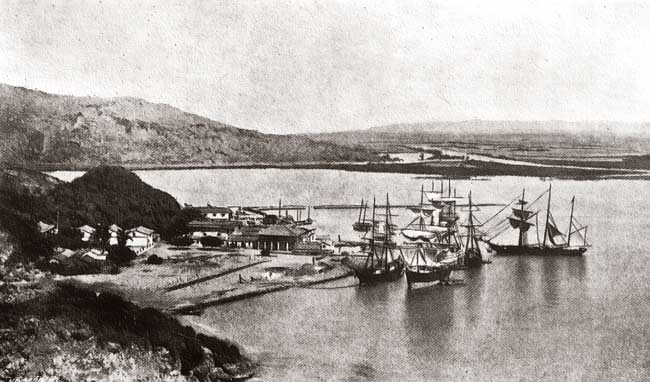
1867年の打狗港哨船頭

「哨船」とは巡視船を意味する。雍正年間、清朝は海防のために巡視船を配置し、その巡視船が使用した埠頭が哨船頭である。現在は高雄市鼓山区に位置し観光埠頭となっている。
その起源は清代の康熙年間に形成された漁村に由来し、雍正11年に安平水師右営の打鼓汛兵営の所在地となった。打狗開港後は外国人による開発が行われ、倉庫や税関や領事館が設置された地域である。
高雄市政府は2000年より整備計画を実施、小型レジャーボートの停泊が可能な埠頭とし、また周囲には海岸公園を設置し高雄港の歴史と自然資源を利用した観光地として再開発されている。

### 雄鎮北門
雄鎮北門は鄭氏政権の時代に建設され、清代の1691年（康熙30年）に城壁が築かれ海防拠点となった。牡丹社事件以降は砲台が設置され、日清戦争後に建国が宣言された台湾民主国では進駐する日本軍への抵抗拠点として使用された。

### 打狗イギリス領事館
打狗イギリス領事館は1865年に打狗港北岸の鼓山に設置され、当時のイギリスが税関業務を行うための拠点とされた。また当時は領事裁判権がイギリス政府に付与されていたため、内部には警察・司法機構も併設されていた。現在台湾に残る西洋近代建築物のなかで最も古い建築物である

## 旗后地区
同治2年に旗后税関分署が設置されると旗后の通山里一帯は貨物の集散地として洋行、商店が集中し打狗地区最大の商業地域となった。通山巷付近が当時の外国商人の密集地域であった。また牡丹社事件以降、台湾巡視丁日昌により電信整備が行われ、光緒3年にアモイと連絡、旗后に電信分局が設置され、台湾の電信事業の嚆矢となった。

### 旗后灯台

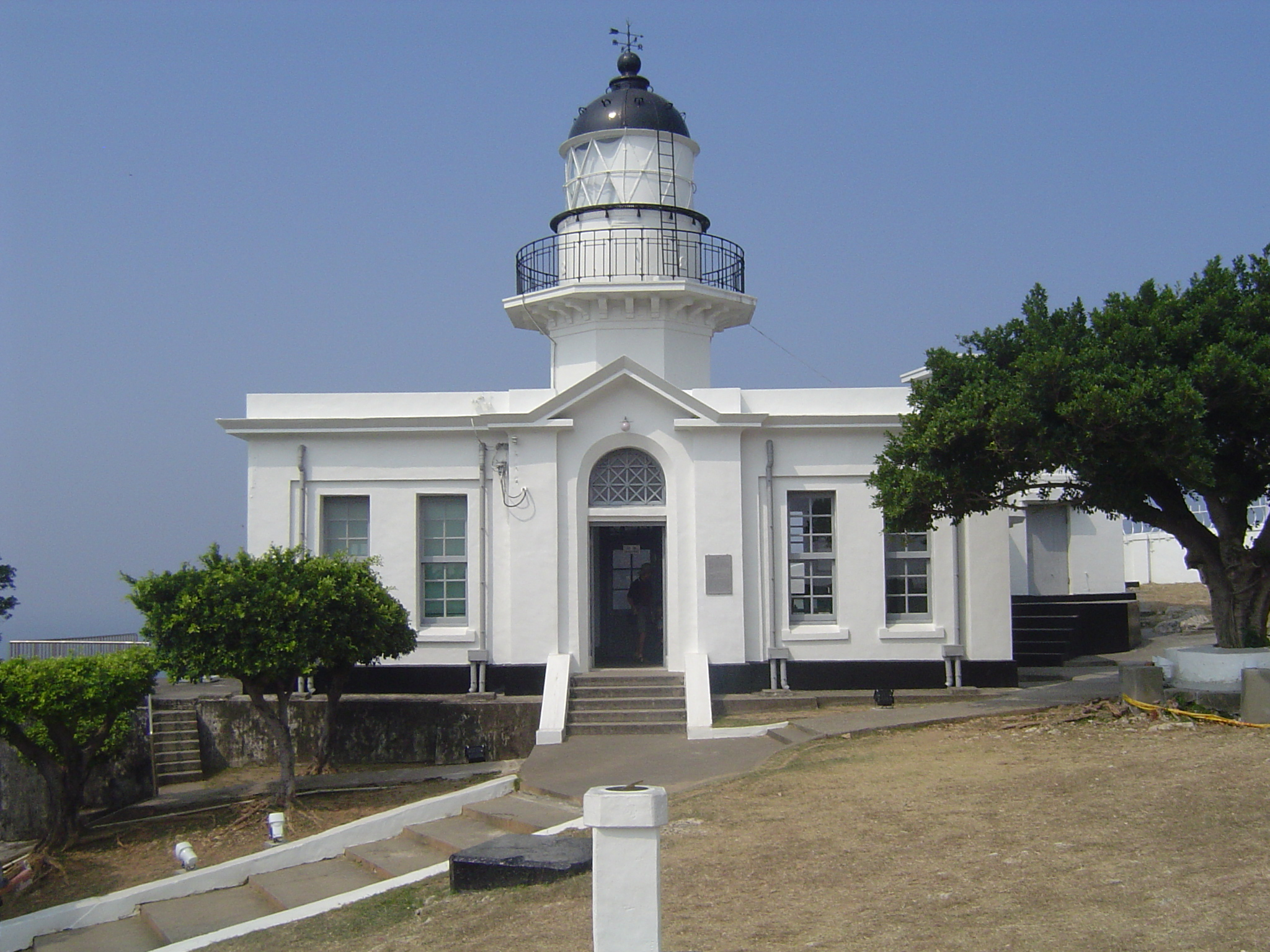
旗后灯台

打狗港が開港すると多くの船舶が入港することとなったが、同時の航海設備の不足から打狗港では座礁事件が相次いだ。そこで1883年（光緒9年）、旗后の山上にイギリス人技術者により西洋式灯台が設置された。
日本統治時代、1918年（大正7年）高雄港拡張工事の際に整備されたが戦災被害を受けた。戦後は国民政府による整備が行われ、高雄地区の航海設備として利用されている。